# Мюсон
Мюсон (на френски: Musson) е селище в Южна Белгия, окръг Виртон на провинция Люксембург. Населението му е около 4200 души (2006).